# Автономна република Азербайджан
Автономна република Азербайджан (на азербайджански: Azərbaycan Milli Hökuməti; на персийски: حکومت خودمختار آذربایجان) е кратко просъществувала, самопровъзгласила се държава на територията на днешен Иран.
Столица е град Табриз, в северната част на Иран. Основаването и краят на републиката е част от Иранската криза в зората на Студената война.

## История
За да предоставят на съветските сили военни провизии през Иран, британски и съветски войски съвместно окупират страната през август 1941 г. Съветските войски от Арменска ССР и Азербайджанска ССР и британски и индийски сили от Ирак влизат на иранска територия и скоро взимат контрол над страната. През септември британците принуждават Реза Шах Пахлави да абдикира в полза на сина си Мохамед Реза Пахлави, който управлява до 1979 г.
С детронацията на Реза Пахлави през септември 1941 г. съветските войски окупират Табриз и северозападен Иран по военни и стратегически причини. Азербайджанската народна власт е създадена от руснаците, под ръководството на Джафар Пишевари е издигната в Табриз през 1945 г. Демократическата партия на Азербайджан също е създадена по прякото нареждане на Сталин и използва недоволството на местните хора с централизираната политика на Реза Пахлави. Кюрдската република Махабад е една от държавите, които руснаците създават, за да разпространят комунистическата идеология. През това време се възражда азербайджанския книжовен език, който до голяма степен измества персийския. Популяризиран е с помощта на писатели, журналисти и преподаватели от Азербайджанската ССР. В търсене на налагане на национална хомогенност на страната, където половината от населението се състои от етнически малцинства, Реза Пахлави забранява използването на азербайджански език в училищата, театралните представления, религиозни церемонии и при публикуването на книги. Тези директиви са издадени въпреки факта, че майката на шаха Нуш Афарим и съпругата му Тадж-Ал-Молок Айримлу са от азербайджански произход.

## Провъзгласяване
Азербайджанската демократическа партия (АДП) обявява публично формирането на Автономна република Азербайджан в Табриз на 3 септември 1945 г. от група от ветерани комунисти начело с Джафар Пишевари. След обявяването комунистическата, подкрепена от Съветски съюз партия „Тудех“ разформирова своето азербайджанско крило и нарежда на членовете си да се присъединят към АДП. Тя разширява дейността си в целия Ирански Азербайджан и инициира местен държавен преврат с помощта на съветската армия, която попречва на иранската армия да се намеси. През първата седмица на септември 1945 г. Азербайджанската демократическа партия, водена от Джафар Пишевари, обявява контрол над Ирански Азербайджан. По-късно, на първия си конгрес през септември 1945 г. партията упълномощава формирането на селска милиция. Тази милиция започва безкръвен преврат на 18 ноември 1945 г. и от 21 ноември контролира всички държавни постове в провинцията. Ирански Азербайджан „става автономна република под ръководството на 39-членния национален изпълнителен комитет“. Единственият министър-председател на тази краткотрайна република е Ахмед Кордари.
В същото време САЩ непрекъснато увеличава военната си помощ за иранското правителство. Под натиск от западните сили Съветският съюз се отмята от подкрепата си за новосъздадената държава и иранските военни успяват да си възстановят контрола над региона през ноември 1946 г. Според Тадеуш Светоковски:
„Както се оказа, руснаците трябваше да признаят, че техните идеи за Иран са били недоносени. Въпросът за Ирански Азербайджан се превръща в един от първите на Студената война. Под натиска на западните сили съветските войски се оттеглят през 1946 г. и скоро след това автономната република се разпада. Членовете на Демократическата партия, бягащи от иранската власт, търсят убежище в Съветския съюз. В Табриз тълпите, които аплодират автономната република, вече поздравяват връщащите се ирански войски, а азербайджанските студенти публично изгарят своите написани на роден език учебници. Масата от населението очевидно не е готово дори за регионално самоуправление, след като се отказва от сепаратизъм“.

### Съветска подкрепа
Съветската военна подкрепа за новия автономен субект препятства иранската армия да възстанови правителствения контрол над района. След съветското оттегляне иранските войски навлизат в региона през декември 1946 г. и Пишевари и неговия кабинет бягат в Съветския съюз. Според проф. Гари Р. Хес:
„На 11 декември иранските сили влизат в Табриз и правителството на Пешавари бързо пада. СССР има желанието да се откаже от своето влияние в (ирански) Азербайджан, което вероятно е резултат от няколко фактора, включително осъзнаването, че чувството за независимост е било преувеличено и че петролните концесии остават по-желана дългосрочна съветска цел“.

## Разпадане
На 13 юни 1946 г. е постигнато споразумение между централното правителство в Техеран и делегатите от Азербайджан, водени от Пишевари. Чрез това споразумение той се съгласява да се откаже от автономията и да освободи своите министерства и премиерския пост. Неговият парламент се превръща в провинциален съвет – система, призната и предвидена в иранската конституция.
До средата на декември 1946 г. иранската армия, подкрепена от САЩ и британците , влиза отново в Табриз, като по този начин слага край на Автономната република Азербайджан след една пълна година от съществуването ѝ. По време на беззаконното безвластие около 500 поддръжници на Ферке са убити.
Много от лидерите намират убежище в Азербайджанската ССР. Джафар Пишевари умира в автомобилна катастрофа в Баку през 1947 г., а премиерът Кордари е вкаран в затвора за много години и по-късно е освободен поради неуморните усилия на брат си Казем.